# Питома нана
Питома нана или пеперминт (лат. Mentha x piperita) је економски најважнија од свих врста нане (род Mentha), јер садржи највећу количину активних лековитих материја. 

## Опис
Стабљика је висока око 51cm, разграната и четвороугласта. Стабљика, лисне дршке и нерви су модри или су љубичасто-црвенкасти, нарочито у пролеће кад нана ниче из земље. Листови су дугачки 3-9cm, јајасто-копљасти, танки, с горње стране тамнозелени, а с доње блеђи, при дну се сужавају у дршке дугачке до 1cm. По ободу су неједнако зупчасти. Главни нерв је врло истакнут. Цветови су ситни, љубичасто-црвени и удружени у вишеспратне пршљенове на горњем делу стабљике и огранка. Нана је врло мирисна, особито лист, јер у њему има највише етарског уља, од чега углавном и потичу лековитост и пријатан мирис ове тако корисне биљке. 

## Распрострањење и узгој
Гаји се широм света. Код нас, нарочито у Банату, Бачкој и централној Србији поред Мораве и Саве гаји се изврсна нана. За одгајивача лековитог биља нана је једна од најкориснијих биљака. Она је лековита, мирисна, медоносна, зачинска и индустријска биљка. Као и остали хибриди, и питома нана се не размножава семеном, него само вегетативним путем: сталонима. Кад се једном прими, нана се, слично јагоди, брзо шири и покрије земљу многобројним изданцима израслим из разгранатих подземних стабала, ризома. Сваке године нану обавезно треба пресадити на другу њиву да се не би дегенерисала и уливадила. Нана тражи најбољу вртну земљу. Расађује се у марту. Бербу нане за дестилацију етарског уља треба вршити по најлепшем времену. Сувише млада нана даје уље слабог квалитета с мало ментола, а много ментона. Прецветала биљка даје мање уља и лошијег квалитета.

### Састав
Нана је врло мирисна, нарочито лист, јер у њему има највише етарског уља, од чега, углавном, и потичу лековитост и пријатан мирис ове тако корисне биљке. Осим испарљивог (етарског) уља својственог пријатног мириса који освежава и хлади (због присутног ментола), у листу има и мало танина), горких и других корисних састојака, због чега је дејство ове биљке вишеструко, разноврсно, па јој је и примена тако широка.

### Употреба
Нана се употребљава као пријатан, благ и нешкодљив лек за умиривање, против гасова, надимања и грчева, против тешког варења, као стомахик, нана улази у састав чајева за лечење жучи. Нанино уље има слаба анестетичка својства и пријатан мирис који освежава, због чега се употребљава и против гађења и повраћања. Раствор уља у алкохолу користи споља против болова од неуралгије, реуматизма и назеба. Ментол, наиме, дражи нерве у кожи, лако испарава и због тога хлади. Нана се не сме кувати, већ само прелити кључалом водом да не изветре лековити састојци. Питома нана је потпуно нешкодљива, корисна је против мучнине током путовања, ово је од посебног значаја за особе с поремећеним варењем, проливом, грчевима, непријатним задахом из уста итд. Нана може да буде и одличан зачин, са пасуљем итд.

### Народна имена
Бела нана, димљус, јањешка метица, љута нана, мерка, метва, метвица (Вук), нана (Вук), нане, нанејаг, папрена метва, папрена метвица, папрена нана, питома нана, попрова мета, црна нана.